# فيرجيل مينيسيس
فيرجيل مينيسيس (بالتاغالوغية: Vergel Meneses) مواليد 14 يناير 1969 في بولاكان، الفلبين، هو لاعب كرة سلة فلبيني سابق. بدأ مسيرته الاحترافية في سنة 1992. مثّل منتخب بلاده. حقق المركز الثالث في دورة الألعاب الآسيوية 1998. اعتزل اللعب في 2006.